# (24939) Chiminello
(24939) Chiminello (1997 JR) – planetoida z grupy pasa głównego asteroid okrążająca Słońce w ciągu 3,77 lat w średniej odległości 2,42 j.a. Odkryta 1 maja 1997 roku.